# Pilotenfahrt
Eine Pilotenfahrt, regional auch Rettungsring genannt, ist eine besondere Dienstleistung im Taxi- und Mietwagengewerbe. Mit ihr wird ein Fahrgast mit seinem eigenen Fahrzeug oder mit einem Mietwagen an einen Ort seiner Wahl, meistens nach Hause, gebracht. Diese Dienstleistung wird angefordert, wenn der Fahrgast selbst nicht mehr in der Lage ist oder willens, sein Auto heimzufahren, in der Regel weil er sich zu stark alkoholisiert fühlt.
Die Pilotenfahrt ist eine freiwillige Leistung eines sich spontan hierzu per Funk findenden Paares von Taxifahrern. Beide treffen sich mit ihren Taxifahrzeugen am Ort der Bestellung, oft eine Gaststätte oder ein Restaurant. Ein Taxifahrer fährt den Fahrgast in seinem eigenen Fahrzeug heim, der andere Taxifahrer fährt in seinem Taxi hinterher. Nach Bezahlen der Pilotenfahrt fahren beide Taxifahrer zum Ort der Fahrgastabholung zurück, damit der „Pilot“, der Taxifahrer, der das Fahrzeug des Kunden bewegte, wieder zu seinem eigenen Taxi zurückkommt.
In der Regel wird der doppelte bis dreifache Preis des vom „verfolgenden“ Taxi angezeigten Fahrpreises berechnet, wahlweise aber auch nach Vereinbarung ein Festpreis gezahlt.
Problematisch ist diese Dienstleistung, wenn der den Kundenwagen fahrende Taxifahrer mit dem Kundenfahrzeug einen Unfall hat. Die hier dem Kunden entstehenden Kosten sind üblicherweise nicht durch Versicherungen gedeckt. Fraglich ist, ob z. B. der bestellende Kunde für den Vorteil, „nur“ zweifach zu zahlen (statt dreifach für die doppelte Hinfahrt und die einfache Rückfahrt), auch einen Anspruch hätte, diese Dienstleistung schadensfrei abgewickelt zu bekommen, oder ob dem Kunden ein Schadensersatzanspruch gegen den pilotierenden Fahrer zusteht. Problematisch ist auch der Verdienstausfall des Unternehmers, sofern der Pilot ein Taxi als Angestellter fährt und die Fahrt gegenüber dem Unternehmer nicht abrechnet, sondern den bekommenen Pilotenlohn verrechnungsfrei in die eigene Tasche steckt.
Pilotenfahrten werden von Taxifahrern zu Zeiten hohen Betriebs aufgrund des Zeitaufwandes zum Start des Kundenfahrzeugs und wegen der erforderlichen Rückfahrt häufig abgelehnt. Der Fahrgast, der außer seiner eigenen Person auch das Auto heimholen lassen möchte, wird auf auslastungsärmere Stunden in der tieferen Nacht warten müssen, bis die Bereitschaft vorhanden ist, eine „Pilote“ (Kurzform) auszuführen.

## Service „Nez rouge“
In der Schweiz gibt es zur Jahresendzeit (1. Dezember bis 1. Januar) einen Pilotier-Service zum Sponsoren von sozialen Projekten, den Service „Nez Rouge“ (frz. für „rote Nase“, gesprochen „neh ruhsch“). Hier werden Teams von zwei Leuten mit einem Privatwagen nach telefonischer Bestellung pilotierend tätig, die diesen Service kostenlos vollführen. Eine Spende, die der pilotierte Gast als vollkommen freiwillige Gegenleistung überreicht, wird einem regional ausgewählten sozialen Projekt zur Verfügung gestellt; die Teams bekommen (neben den Spendeneinnahmen) lediglich Kleinigkeiten von Unternehmen, die dieses Vorhaben unterstützen. Dieser „Nez rouge“-Service wird von der Schweizer Taxibranche nicht gern gesehen.